# Граф Гаральд Карлович
Гаральд Карлович Граф (ім'я при народженні — Гаральд Густав Герман Карлович Граф; після прийняття православ'я — Георгій Карлович Граф); 29 жовтня 1885, Виборг — 11 жовтня 1966, Піттсбург, США) — російський капітан 2-го рангу (на еміграції — контрадмірал), учасник Російсько-японської, Першої світової та Громадянської війн.

## Біографія
Народився 29 жовтня 1885 року у Виборзі, в сім'ї спадкового фінляндського шляхтича, який працював техніком. Мати — шведська баронеса. В дитинстві батько Гаральда досить часто змінював місце роботи, тому часто траплялися переїзди; з 1893 року сім'я оселилася в Санкт-Петербурзі, де Гаральд здобув початкову освіту. 1898 року, після закінчення гімназії, вступив до Морського кадетського корпусу. Під час літньої кампанії 1900 року здійснив перше навчальне плавання на судні «Моряк», а наступні дві кампанії регулярно виходив у море на крейсері I рангу «Князь Пожарский» і навчальному судні «Верный». 1903 року здобув звання старшого гардемарина.
На початку Російсько-японської війни здобув звання мічмана серед однолітків і призначений служити в Балтійському флоті. У грудні 1904 року Гаральд Карлович Граф призначений служити на транспортному судні «Иртыш» Другої Тихоокеанської ескадри. Під час тривалого походу виконував обов'язки ревізора і познайомився з П. П. Шмідтом.
В Цусімській битві «Иртыш» отримав багато пошкоджень і був затоплений біля берегів Японії; екіпаж потрапив у полон, який тривав сім місяців.
Після повернення до Росії служив на крейсері «Аврора», потім на нових міноносцях, які було зроблено у Франції; з 1906 року перебував на есмінцях балтійської Мінної дивізії, виконуючи обов'язки вахтового, а потім — старшого офіцера. У 1907-1908 роках пройшов навчання та успішно закінчив Мінний офіцерський клас. У період навчання здобув звання лейтенанта.
1908 року послідовно обіймав посади старшого офіцера на ескадреному міноносці «Трухменец» та молодшого мінного офіцера на крейсері «Адмірал Макаров». Під час походу до Середземного моря брав участь у рятувальних роботах після Мессінського землетрусу.
1 травня 1909 року призначений старшим мінним офіцером на мінний загороджувач «Амур». На цьому кораблі зумів налагодити чітку дію системи постановки мін загородження та належним чином підготувати особовий склад, заслуживши найприємніші відгуки безпосередніх начальників.
27 вересня 1909 року відбулося весілля Г. К. Графа, а через рік у Ніни Вікторівни Граф народилася дочка Лідія. Після цього Г. К. Граф викладав у Мінній школі та працював в Миколаївській військово-морській академії.
З 11 серпня 1914 року — молодший мінний офіцер есмінця «Новик». 1915 року Г. К. Граф був призначений старшим мінним офіцером і отримав чин старшого лейтенанта, а наступного року став старшим офіцером «Новика». Участь Гаральда Карловича у бойових діях відзначена нагородами: орденами Святого Станіслава 2-го ступеня з мечами (1914 рік), Святого Володимира 4-го ступеня з мечами та бантом (1915 рік), Святої Анни 2-го ступеня з мечами (1916 рік).
В лютому 1917 року призначений флагманським мінним офіцером штабу начальника Мінної оборони й у березні 1917 року залишив «Новик».
Невдовзі був призначений «за відзнаку» до чину капітана 2-го рангу. Незабаром після приходу до влади Більшовиків покинув флот і залишився в Гельсінгфорсі, ставши громадянином Фінляндії. Після смерті першої дружини 1917 року вдруге одружився 1919 року. Гаральд Карлович трохи брав участь у білій боротьбі на Північному Заході, після поразки Юденича слідом за великокнязівською сім'єю Кирила Володимировича Г. К. Граф перебрався до Німеччини. Там він зробив видання спогадів про службу в російському флоті та незабаром розпочав письменницьку діяльність.
В еміграції прийняв православ'я та отримав ім'я Георгій. 1924 року Георгій Карлович Граф стає начальником канцелярії та особистим секретарем Великого князя Кирила Володимировича, який оприлюднив маніфест про ухвалення ним імператорського титулу. До початку Другої світової війни був Великим князем; 1930 року Граф отримав чин капітана 1-го рангу, а 1939 — контрадмірала.
23 червня 1941 року Г. К. Графа було заарештовано військовим патрулем гестапо у Франції та на 14 місяців поміщено до концтабору для військовополонених «Frontstalag-122» неподалік від міста Комп'єнь. З 1942 року жив із родиною в Парижі, заробляючи на життя уроками російської мови. 1950 року оселився у США в місті Піттсбург, де помер 11 жовтня 1966 року.

## Нагороди
- Орден Святої Анни III ступеня з мечами та бантом (січень 1907) за участь у Цусімській битві[4]
- Орден Святого Станіслава II ступеня з мечами (1914)
- Орден Святого Володимира IV ступеня з мечами та бантом (1915)
- Орден Святої Анни II ступеня з мечами (1916)
- Червоний Анненский темляк на кортик.

## Твори
- Граф Г. К. На «Новике». Балтийский флот в войну и революцию. — Типография Р. Ольденбург, Мюнхен, 1922. РМЗБ, № 1.
- Граф Г. К. Моряки. Очерки из жизни морского офицера. — Париж, Imprimerie de Navarre, 1930. 271 с. РМЗБ, № 10.
- Граф Г. К. Из путевых заметок. — Белград : «Слово», 1931. — 43 с.
- Граф Г. К. Государь Великий князь Кирилл Владимирович, Августейший Блюститель Государева Престола. — Мюнхен, год не указан. — 30 с.
- Граф Г. К. Императорский Балтийский флот между двумя войнами. 1906—1914. — СПб. : БЛИЦ, 2006.
- Граф Г. К. На службе Императорскому Дому России: 1917—1941. — СПб., 2004.
- Graf H. La marine russe dans la guerre et la revolution. — Paris, 1927.